# 回忆忘却之匣
《回忆忘却之匣》是一款中国校园恋爱现实向的美少女游戏（Galgame），由DreaMory制作组负责开发。
该作与《三色绘恋》《高考恋爱100天》和《真恋～寄语枫秋～》在中国Galgame界被合称为“三恋一匣”。

## 故事简介
男主角秦幽羽是一名就读于云海一中的转校生，与同班的女生林璃、连橙关系融洽，与另一位名为余佑萌的转校生是同桌。某一天，秦幽羽的好哥们邱小然突然神秘兮兮地对他说，林璃和连橙这两个人很危险，不要和她们走得太近。在这一天之后，秦幽羽平静的生活渐渐发生了变化……

## 主要角色
秦幽羽
男主角。云海一中的转校生。
林璃
男主角同班同学。性格温柔，不爱说话。学习成绩优异，受到众多男生仰慕。
连橙
男主角同班同学。平时与林璃形影不离，喜好睡觉。
余佑萌
男主角同班同学兼同桌。擅长运动，是校田径队王牌。
邱小然
男主角的好兄弟。时而中二时而热血。
张晨汐
二年级小学生。